# Алтайське (Табунський район)
Алта́йське (рос. Алтайское) — село у складі Табунського району Алтайського краю, Росія. Адміністративний центр Алтайської сільської ради.

## Населення
Населення — 1387 осіб (2010; 1500 у 2002).
Національний склад (станом на 2002 рік):
- росіяни — 67 %